# 96式多目的誘導弾システム
96式多目的誘導弾システム（きゅうろくしきたもくてきゆうどうだんシステム）、型式名ATM-4は、日本の川崎重工業が開発した対戦車・対上陸用舟艇ミサイルシステム（対戦車ミサイル）である。陸上自衛隊で使用されている。
略称はMPMS（Multi-Purpose Missile System エムピーエムエス）、愛称は96マルチ。

## 概要
発射地点の見通し線外目標に対して攻撃が可能な多目的誘導弾。射程は非公開ながら10km以上とされる。光ファイバーTVM赤外線画像誘導方式を採用し、ミサイル先端部のNEC製赤外線シーカーが捜索探知した目標の画像信号を光ファイバー経由で地上誘導装置に送る。射手はミサイルから送られてくる画像をテレビ画像として確認し、追尾の指示を行う。発射機を敵の視線に晒す必要が無いため、敵の反撃を防ぎ、部隊の生存性を高めることができる。
開発は1986年（昭和61年）から開始され、1996年（平成8年）度に制式化された。発射機、地上誘導装置、射撃指揮装置、情報処理装置、装填機、観測機材からなるシステムで、情報処理装置および装填機を3 1/2tトラックに、その他は高機動車に搭載して運用される。そのため、1個射撃分隊につき6両で構成される。発射機に装填されたマガジンには6発の誘導弾が格納されており、再装填の際は装填機でマガジンごと取り替える。システム一式の価格は約27億円（平成24年度）。誘導弾一発あたりの価格は約5,000万円。
発射機は6連装で高機動車に搭載されており、発射時にはアウトリガーで車体を固定し、噴流偏向板を展開し、発射機に仰角をかける。ミサイルは発射されると4枚2組の翼が展開される。高射角で発射された後、目標に向け鋭角に落下、比較的装甲の薄い上面に直撃する飛翔経路を取る。エアクッション艇を含む上陸用舟艇にも対処可能であり、主力戦車を含む全ての車両を撃破する能力を有している。複合装甲のような特殊装甲にも対処可能とされる。目標に応じ、発射時に信管遅延秒時の変更が可能であり、対舟艇攻撃時には遅延動作する。ミサイルの誘導には地上誘導装置が不可欠であり、発射機と地上誘導装置の光ファイバーでの連結等の準備が必要である。
光ファイバー有線誘導式ミサイルはアメリカ合衆国やヨーロッパでも開発が行われているが、配備に至ったのは96式多目的誘導弾システムの他、1997年（平成9年）に登場した光ファイバー有線誘導ミサイルであるスパイクのみである。アメリカ合衆国のMGM-157 EFOGMは1990年（平成2年）に開発がキャンセルされ、ヨーロッパで開発されていた多目的誘導ミサイルであるポリフェムは2003年（平成15年）に計画がキャンセルされている。
国内の演習場では、実射訓練および訓練内容に制限があるため、ワシントン州のヤキマトレーニングセンターに持ち込んでの射撃訓練も行っている。洋上での射撃は、佐多射撃場で行われる。
当初、この火器は79式対舟艇対戦車誘導弾（重MAT）の後継システムとして開発した経緯があったが、ミサイルの重量が重MATの約33㎏に対し約60㎏と全く異なり、また、調達数および予算の関係から後継システムとしてではなく全く新しいカテゴリーでの配備が続けられている。これは 1個射撃分隊分（1個射撃小隊は5個分隊編成）を調達するのにシステム機材および車両の合計で約27億円（平成24年度）の経費がかかるためであり、そのため79式対舟艇対戦車誘導弾と87式対戦車誘導弾の後継は中距離多目的誘導弾を採用して部隊配備がすすめられている。

## 構成
1個射撃分隊は、1システムを装備し以下の6両で構成される。
- 情報処理装置（IPU）：3 1/2tトラックに搭載。
- 射撃指揮装置（FCU）：高機動車に搭載。目標選定等担当。
- 地上誘導装置（GGU）：高機動車に搭載。ミサイル誘導担当。
- 発射機（LAU）：高機動車に搭載、乗員2名。
- 観測機材（OPU）：高機動車に搭載。前進観測担当。
- 装填機（LDU）：3 1/2tトラックに搭載、予備弾も含む。

## 調達
システムの取得は、総計37セットで2012年（平成24年）度に終了となった。
| 予算計上年度         | 調達数   |
| -------------------- | -------- |
| 平成8年度（1996年）  | 2セット  |
| 平成9年度（1997年）  | 2セット  |
| 平成10年度（1998年） | 2セット  |
| 平成11年度（1999年） | 6セット  |
| 平成12年度（2000年） | 3セット  |
| 平成13年度（2001年） | 6セット  |
| 平成14年度（2002年） | 2セット  |
| 平成15年度（2003年） | 2セット  |
| 平成16年度（2004年） | 1セット  |
| 平成17年度（2005年） | 2セット  |
| 平成18年度（2006年） | 1セット  |
| 平成19年度（2007年） | 1セット  |
| 平成20年度（2008年） | 1セット  |
| 平成21年度（2009年） | 1セット  |
| 平成22年度（2010年） | 1セット  |
| 平成23年度（2011年） | 1セット  |
| 平成24年度（2012年） | 3セット  |
| 合計                 | 37セット |

## 配備部隊・機関
陸上自衛隊富士学校（富士駐屯地）
- 富士教導団
  - 団本部付隊
    - 対舟艇対戦車隊：1個射撃小隊分を保有。

陸上自衛隊武器学校（土浦駐屯地）
- 整備教育用に試作車両1個システム分を保有。

陸上自衛隊システム通信・サイバー学校（久里浜駐屯地）
- 通信教育用に試作車両1個システム分を保有。

 北部方面隊
- 北部方面混成団
  - 第1陸曹教育隊
    - 普通科教育中隊（東千歳駐屯地）：初級陸曹対戦車課程教育用に1個システム分を保有。
- 北部方面対舟艇対戦車隊（倶知安駐屯地）：3個射撃小隊を保有。
  - 第11対戦車隊（3個射撃小隊）を母体として第28普通科連隊第4普通科中隊対戦車小隊と統合、管理・支援の4個班と3個射撃小隊を有している。
- 第2師団
  - 第2対舟艇対戦車中隊（上富良野駐屯地）：2個射撃小隊[注釈 2]

 西部方面隊
- 西部方面対舟艇対戦車隊（玖珠駐屯地）：3個射撃小隊を保有。
  - 第4対舟艇対戦車隊を改編。

### 過去に装備していた部隊
- 第4対舟艇対戦車隊（玖珠駐屯地）第4師団：2013年3月、西部方面対舟艇対戦車隊への改編に伴い廃止。
- 第5対戦車隊（帯広駐屯地）第5旅団：対舟艇対戦車中隊へと改組、2011年3月、第5旅団隷下の普通科連隊常備化改編に伴い廃止。機材および要員の一部は第2師団第2対舟艇対戦車中隊の新編に伴い管理替えおよび転属[注釈 3]。
- 普通科教導連隊対戦車中隊（富士駐屯地）富士教導団：2018年3月廃止。

## 後継
本システムのコスト削減と性能向上を目的とした「多目的誘導弾システム（改）」の開発が行われており、2019年（平成31年）度から2024年（令和6年）度までに試作を、2022年（令和4年）度から2024年（令和6年）度まで試験を行う予定である。
後継システムは、現有装備と比較して射程の延伸、同時多目標対処、高速目標対処、全周対処等の機能・性能を向上する一方、取得コストの低減を図っている。また現有システムが6両で構成されているのに対して、指揮統制装置・捜索標定装置・発射装置（いずれも高機動車）の3両で構成されており、システムの簡素化が図られている。

## 登場作品

### 映画
『シン・ゴジラ』
ゴジラの東京都内侵入を防ぐために行われたB-2号計画「タバ作戦」に投入され、フェーズ2にて、武蔵小杉近辺でゴジラを迎撃する陸上自衛隊地上部隊への直接火力支援に使用される。演習場での実弾射撃を撮影した映像が使用されている。
『戦国自衛隊1549』
日本映画初登場。極秘実験中の事故により1547年へタイムスリップした第三特別実験中隊に配備されており、天導衆によって使用され、富士山の地脈を刺激するための起爆剤として2発使用される。

### アニメ
『クロムクロ』
第9話にて、陸上自衛隊が黒部川を遡上する敵対ジオフレームに対して、中距離多目的誘導弾ともに使用するが、発射した弾体は重力シールドに阻まれて全て跳ね返される。
『デジモンテイマーズ』
第43話にて東京都庁周辺を覆い尽くした赤い泡の内部確認の為、監視ミサイルを発射する。

### 小説
『日本国召喚』
第6巻に登場。グラ・バルカス帝国から軍事侵攻を受けたムー国に救援として派遣された陸上自衛隊部隊が装備している。第7師団特科部隊の攻撃で大損害を被り空洞山脈へ逃げ込もうとするグラ・バルカス帝国陸軍第8軍団第4機甲師団に対し、長射程を生かして山を盾にする形で攻撃を仕掛ける。